# Ulrich Seidl
Ulrich Seidl (Vienna, 24 novembre 1952) è un regista, sceneggiatore e produttore cinematografico austriaco.

## Biografia
Seidl è cresciuto nel comune di Horn in Bassa Austria. La sua opera è caratterizzata da uno stile asciutto della messa in scena, in cui tende a far apparire il materiale girato come documentaristico. Il fulcro della sua ricerca è infatti il documentario, con particolare attenzione alla cifra stilistica e il contenuto documentaristico dell'opera.
I primi riconoscimenti nella sua carriera gli sono stati conferiti per i documentari Good News, Tierische Liebe, Models e Jesus, Du weisst. Nel 2001 ha ottenuto notorietà internazionale con il film Canicola, che è stato premiato con il Gran premio della giuria alla mostra del cinema di Venezia ed ha ottenuto importanti risultati al botteghino raggiungendo circa 250.000 visitatori. Import/Export è stato selezionato per il Festival di Cannes nel 2007..
Tra il 2012 e il 2013 ha realizzato una trilogia di film che portano i nomi delle virtù teologali, la trilogia Paradies che segue le vicende di tre diversi membri della stessa famiglia austriaca nel corso di un'estate. La trilogia è composta da: Paradise: Love (2012), Paradise: Faith (2012) e Paradise: Hope (2013). Il secondo capitolo ha vinto il Leone d'argento alla mostra del cinema di Venezia.

## Filmografia

### Regista e sceneggiatore

#### Cinema
- Der Ball (1982)
- Good News (1990)
- Mit Verlust ist zu rechnen (1992)
- Tierische Liebe (1996)
- Models (1999)
- Canicola (2001)
- Zur Lage: Österreich in sechs Kapiteln, co-diretto con Barbara Albert e Michael Glawogger (2002)
- Jesus, Du weisst (2003)
- Import/Export (2007)
- Paradise: Love (Paradies: Liebe) (2012)
- Paradise: Faith (Paradies: Glaube) (2012)
- Paradise: Hope (Paradies: Hoffnung) (2013)
- Im Keller (2014)
- Safari (2016)
- Rimini (2022)
- Sparta (2022)

#### Televisione
- Die letzten Männer - film TV (1994)
- Bilder einer Ausstellung - film TV (1996)
- Der Busenfreund - film TV (1997)
- Spass ohne Grenzen - film TV (1998)

### Solo regista
- Krieg in Wien, co-diretto con Michael Glawogger (1989)

### Produttore
- Der Ball, regia di Ulrich Seidl (1982)
- Import/Export, regia di Ulrich Seidl (2007)
- Jud Süss - Film ohne Gewissen, regia di Oskar Roehler (2010) – co-produttore
- Kern, regia di Severin Fiala e Veronika Franz (2012)
- Paradise: Love (Paradies: Liebe), regia di Ulrich Seidl (2012)
- Paradise: Faith (Paradies: Glaube), regia di Ulrich Seidl (2012)
- Paradise: Hope (Paradies: Hoffnung), regia di Ulrich Seidl (2013)
- Im Keller, regia di Ulrich Seidl (2014)
- Goodnight Mommy (Ich seh, Ich seh), regia di Veronika Franz e Severin Fiala (2014)
- Casanova Variations, regia di Michael Sturminger (2014) – co-produttore
- Egon Schiele: Tod und Mädchen, regia di Dieter Berner (2016) – co-produttore
- Safari, regia di Ulrich Seidl (2016)
- Ugly, regia di Juri Rechinsky (2017)
- Nicht von schlechten Eltern, regia di Antonin Svoboda (2017)
- Die Kinder der Toten, regia di Kelly Copper e Pavol Liska (2019)
- Lillian, regia di Andreas Horvath (2019)
- Jetzt oder morgen, regia di Lisa Weber - produttore esecutivo (2020)
- Luzifer, regia di Peter Brunner (2021)
- Rimini, regia di Ulrich Siedl (2022)
- Sonne, regia di Kurdwin Ayub (2022)
- Sparta, regia di Ulrich Siedl (2022)
- Des Teufels Bad, regia di Veronika Franz e Severin Fiala (2024)

## Riconoscimenti
- Canicola – Gran premio della giuria (Mostra Internazionale d'Arte Cinematografica di Venezia)
- Paradise: Faith – Gran premio della giuria (Mostra Internazionale d'Arte Cinematografica di Venezia)
- Tierische Liebe – Potsdam (Miglior documentario)